# Christian Crétier
Pour les articles homonymes, voir Crétier.
 (février 2013).
Si vous disposez d'ouvrages ou d'articles de référence ou si vous connaissez des sites web de qualité traitant du thème abordé ici, merci de compléter l'article en donnant les références utiles à sa vérifiabilité et en les liant à la section « Notes et références ».
Christian Crétier, né le 12 octobre 1974 à Bourg-Saint-Maurice en Savoie, est un skieur acrobatique freestyleur français, spécialisé dans les épreuves de skicross. Il a notamment remporté la finale de la coupe du monde 2005[réf. nécessaire] à Grindelwald en Suisse. 
Tous événements confondus, il a remporté 11 victoires lors de sa carrière[réf. nécessaire] qui a été ponctuée par de sévères blessures survenues aux X Games à Aspen en 2007.

## Championnats de France Elite
- Champion de France en 2005 et 2006